# Harder to Breathe
«Harder to Breathe» es el primer sencillo del álbum debut de Maroon 5, Songs About Jane. Lanzado en 2002, el sencillo alcanzó la posición #18 en los Estados Unidos y la #13 en el Reino Unido.

## Posicionamiento
| País           | Proveedor (es)               | Posición (2003/2004) |
| -------------- | ---------------------------- | -------------------- |
| Australia      | ARIA                         | 37                   |
| Estados Unidos | Billboard Hot 100            | 18                   |
| Estados Unidos | Billboard Hot Digital Tracks | 6                    |
| Estados Unidos | Hot Modern Rock Tracks       | 31                   |
| Europa         | Euro Top 200                 | 47                   |
| Irlanda        | Ireland Singles Chart        | 34                   |
| Italia         | Italy Singles Chart          | 28                   |
| Nueva Zelanda  | New Zealand Singles Chart    | 33                   |
| Polonia        | Polish Charts                | 2                    |
| Reino Unido    | UK Singles Chart             | 13                   |

## Tributos/versiones
- El grupo Almost Recess, se refiere a cappella de la canción en su primer disco, Full Speed Ahead.
- Ace Young, un finalista de American Idol canta esta canción en la gira del show en 2006.
- Los Detroit Pistons realizaron el video musical de Small forward, en el que Tayshaun Prince escucha esta canción.